# Haqīqa
Haqīqa (arabisch حقيقة, DMG ḥaqīqa ‚Wahrheit, Wirklichkeit‘), Plural Haqā'iq (حقائق, DMG ḥaqāʾiq), ist ein arabischer Begriff mit vielfältiger Bedeutung, der in der arabischen Rhetorik sowie in der islamischen Mystik und Philosophie Verwendung findet. In der arabischen Rhetorik bezeichnet er die eigentliche Bedeutung eines Wortes, die durch Wadʿ begründet ist, im Gegensatz zur übertragenen Bedeutung, die Madschāz genannt wird. In der Philosophie ist die Haqīqa das, wodurch sich ein Ding von anderen unterscheidet. Einige philosophische Texte identifizieren die Haqīqa mit der Quiddität (māhīya) und dem Wesen (ḏāt) der Sache. 
Im Sufismus bezeichnet Haqīqa die höchste Stufe, die der Sufi auf dem mystischen Weg, der Tarīqa, erreichen kann. Die Sufis werden in ihrer Gesamtheit auch Ahl al-ḥaqīqa („Leute der Wahrheit“) genannt. Der persische Sufi Hudschwīrī (gest. 1070) stellt die Haqīqa der Scharia gegenüber: Die Haqīqa ist die tiefe Wirklichkeit, die von der Zeit Adams bis zum Ende der Zeiten unveränderlich bleibt, während die Scharia aus Geboten und Verboten besteht, die widerrufen werden können.
Eine spezielle Bedeutung hat der Begriff außerdem in der mystischen Philosophie von Muhyī d-Dīn Ibn ʿArabī (gest. 1240) erlangt. Hier wird der Begriff für die Attribute Gottes verwendet, im Gegensatz zu seinem Wesen, das als Haqq bezeichnet wird. Die Haqā'iq der Namen Gottes sind die Individualisierungen seines Wesens und gleichzeitig seine Beziehungen zu den Dingen der Welt. In diesem Sinne gibt es auch eine „Mohammedanische Realität“ (حقيقة محمدية, DMG ḥaqīqa Muḥammadīya), denn Mohammed gilt als die erste Individualisierung der göttlichen Wesenheit.

## Belege
1. ↑  Vgl. Hans Wehr: Arabisches Wörterbuch für die Schriftsprache der Gegenwart. 5. Aufl. Harrassowitz, Wiesbaden 1985, S. 277. Digitalisat